# Richard Weston (1er comte de Portland)
Richard Weston, 1er comte de Portland, (1er mars 1577 - 13 mars 1635), est chancelier de l'Échiquier et plus tard lord trésorier d'Angleterre sous Jacques Ier et Charles Ier, étant l'une des figures les plus influentes des premières années du règne personnel de Charles Ier et l'architecte de bon nombre des politiques qui lui permettent de gouverner sans augmenter les impôts par le Parlement.

## Biographie
Weston est le fils aîné et héritier de Jerome Weston, haut shérif d'Essex en 1599, et de Mary Cave. Il est né à Roxwell, Essex, et est un étudiant du Middle Temple. Il est député pour un certain nombre de circonscriptions, dont Maldon (1601-1603), Midhurst (au parlement de 1604-1611), Essex (au Parlement Addled de 1614), Arundel (1622), Bossiney (1624), Callington (1625) et Bodmin (1626). Il est fait chevalier en 1603.
Pendant le règne du roi Jacques Ier d'Angleterre, Weston est envoyé dans des ambassades en Bohême, à Bruxelles et en Espagne. Lors de la dernière cession, il négocie la restitution du Palatin. À son retour en Angleterre en 1621, il est nommé chancelier de l'Échiquier, et conserve le poste après l'avènement de Charles Ier. Il s'avère un gestionnaire financier compétent, mais suscite la haine populaire comme suspecté d'être catholique romain, tout en gagnant plus tard l'inimitié de la reine (catholique), Henriette-Marie de France pour avoir refusé des subventions à ses favoris. Il s'oppose aux guerres avec l'Espagne en 1623 et la France en 1626, mais réussit à trouver des moyens de réunir les fonds nécessaires pour les financer en cas de besoin, même lorsqu'il est impossible d'obtenir la coopération du Parlement.
Weston est élevé à la pairie le 13 avril 1628 en tant que baron Weston de Nayland dans le Suffolk. Il est ensuite nommé Lord Trésorier d'Angleterre et investi de l'Ordre de la Jarretière. Ses politiques se révélant très impopulaires, il n'échappe à la destitution en 1629 que par la dissolution du Parlement. Néanmoins, il joue un rôle important dans le règne personnel du roi sans parlement, trouvant de nouvelles sources de revenus tout en empêchant toute nouvelle augmentation des dépenses du roi, et étant pendant un certain temps le plus influent des conseillers de Charles. Il persuade le roi de faire la paix avec la France en 1629 et l'Espagne en 1630, supprimant ainsi la plus grosse ponction sur le trésor, et de signer le traité secret avec l'Espagne en 1634. Au moment de sa mort en 1635, la Couronne est solvable.
Le 17 février 1633, Weston est créé comte de Portland. Il se marie deux fois. Sa première épouse est Elizabeth Pincheon de Writtle dans l'Essex. Sa seconde épouse est Frances Waldegrave de Borley dans l'Essex. Il a trois enfants de son premier mariage, dont Mary Weston (2 janvier 1603-après août 1678), qui épouse le 2e Lord Aston de Forfar en 1629, et Elizabeth Weston (morte en 1656), qui épouse John Netterville (2e vicomte Netterville) (en). Il a sept enfants de son second mariage, dont son fils Thomas, qui lui succède plus tard en tant que 4e comte, et Anne Weston, la première des quatre épouses de Basil Feilding (2e comte de Denbigh). Son neveu (le fils de sa sœur), Jeremy Clarke (en), devient gouverneur de Rhode Island dans les colonies américaines.
À sa mort, il est remplacé par son deuxième fils survivant, mais l'aîné, Jérôme .